# Manufacture d'indiennes de Bienne
La Manufacture d'indiennes de Bienne est une manufacture d'indiennes située dans la ville de Bienne et active de 1747 à 1842.

## Histoire
En 1747, Benedikt Rother (1697-1761) et Alexander Jakob Wildermeth (1715-1786), fondent une manufacture d'indiennes située au "Pasquard", entre la ville et le lac de Bienne, aussi connue sous le nom de Verdan & Cie. Malgré plusieurs changements effectués dans l'administration, l'entreprise a du mal à tourner. François Verdan, fabricant d'indiennes travaillant à Greng et à Saint-Blaise, reprend la manufacture biennoise en 1784. Il agrandit l'entreprise avec son fils Henri Verdan (1770-1832) et ses gendres Johann Rudolf Neuhaus (1767-1846) et Johann Peter (Jean-Pierre) (1772-1839).

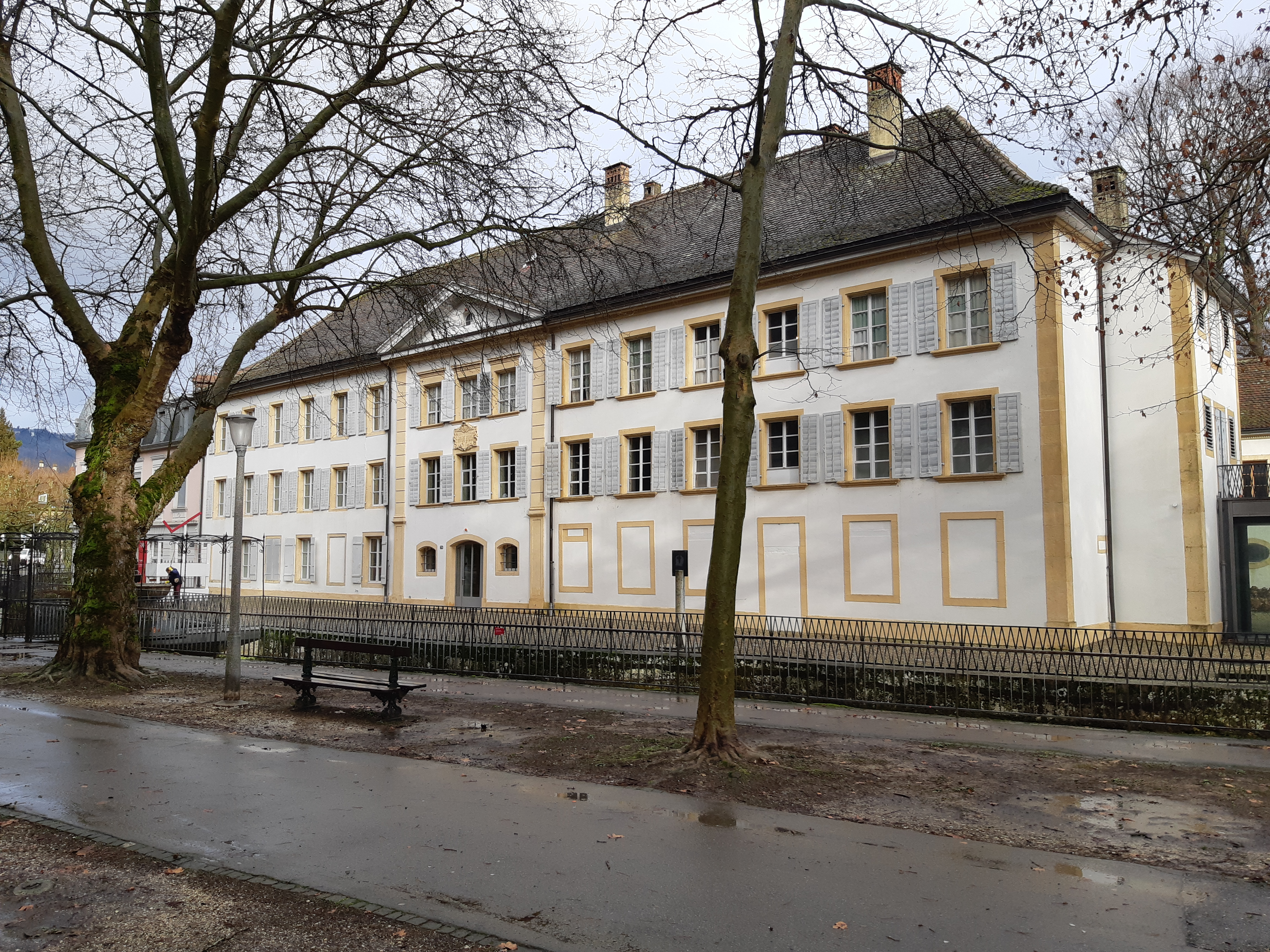
Musée Neuhaus, ancien bâtiment principal de la manufacture

Les propriétaires de Verdan & Cie comptaient parmi les industriels les plus riches de ce qui était alors le département du Haut-Rhin après la Révolution française de 1789. En 1808, l'entreprise comprend deux manufactures d'indiennes à Bienne et à Delémont, ainsi que trois manufactures de tissages et deux filatures. Durant l'année 1808, 8 700 rouleaux de tissu de 16 mètres de long sont produits. Avec les usines de tissage et de filature associées à Bienne, la manufacture d'indiennes employait 1 200 personnes, soit près de la moitié de la population de Bienne. Le succès se poursuit avec la mécanisation.
Avec la fin de la domination française en 1814, la manufacture perd sa position privilégiée sur le marché français. Sur le marché suisse, la forte concurrence des fabricants d'indiennes anglais font perdre à la manufacture son statut. La manufacture de Bienne connaît ensuite un déclin constant. Neuhaus démissionne en 1823 pour fonder la filature Neuhaus, Boch & Cie. Verdan & Cie ferme ses portes en 1842.
De 1858 à 1883, la communauté juive de Bienne utilise une pièce de l'ancienne manufacture pour y installer une salle de prière. L'ouverture de la synagogue en 1883 permet ensuite à la communauté de bénéficier d'un lieu de culte dédié.
L'ancien bâtiment principal de la manufacture accueille le Musée Robert, créé en 1983 ainsi que le Musée Neuhaus, créé en 1985. Les anciens bâtiments de la manufacture font aujourd'hui partie du NMB Neues Museum Biel.

## Bâtiments
- La "Maison Neuhaus" (Schüsspromenade 26-28) est répertoriée comme  "bien culturel d'importance régionale" (objet B)[3].

Les bâtiments suivants sont inscrits comme "digne de protection" ou "bien culturel d'importance régionale" (objet C) :
- Ancien bâtiment de mécanique, construit en 1766 (Schüsspromenade 18)
- Ancienne chaufferie, construite en 1798 (Schüsspromenade 24)
- Ancien bâtiment Trockne, érigé jusqu'en 1786 (Seevorstadt 54-56)
- Ancienne cuisine des couleurs, construite en 1799 (Karl-Neuhaus-Strasse 3)